# Montier-en-l'Isle
Montier-en-l'Isle är en kommun i departementet Aube i regionen Grand Est (tidigare regionen Champagne-Ardenne) i nordöstra Frankrike. Kommunen ligger  i kantonen Bar-sur-Aube som ligger i arrondissementet Bar-sur-Aube. År 2022 hade Montier-en-l'Isle 218 invånare.

## Befolkningsutveckling
Antalet invånare i kommunen Montier-en-l'Isle
Referens: INSEE